# Gerbillus acticola
Gerbillus acticola (Thomas, 1918) è un roditore della famiglia dei Muridi endemico della Somalia.

## Descrizione

### Dimensioni
Roditore di piccole dimensioni, con la lunghezza della testa e del corpo tra 90 e 104 mm, la lunghezza della coda tra 124 e 142 mm, la lunghezza del piede tra 26 e 29 mm, la lunghezza delle orecchie di 15 mm.

### Aspetto
Le parti dorsali sono arancioni-brunastre con la base dei peli grigi, i fianchi sono leggermente più chiari mentre le parti ventrali sono bianche. La linea di demarcazione lungo i fianchi è netta. È presente una macchia bianca sopra ogni occhio. La coda è più lunga della testa e del corpo, dello stesso colore del dorso sopra più chiara o bianca sotto e con un ciuffo di peli brunastri e bianchi all'estremità. 

## Biologia

### Comportamento
È una specie terricola.

### Riproduzione
Individui giovani sono stati osservati tra aprile e maggio e tra novembre e dicembre.

## Distribuzione e habitat
Questa specie è conosciuta soltanto in tre località della Somalia settentrionale.
Vive nelle distese sabbiose lungo le coste.

## Conservazione
La IUCN Red List, considerata la continua incertezza circa l'estensione dell'areale, il suo stato tassonomico ed i requisiti ecologici, classifica G.acticola come specie con dati insufficienti (DD).